# Wunderlichia
Wunderlichia Riedel ex Benth. & Hook.f., 1873 è un genere di piante angiosperme dicotiledoni della famiglia delle Asteraceae.

## Descrizione

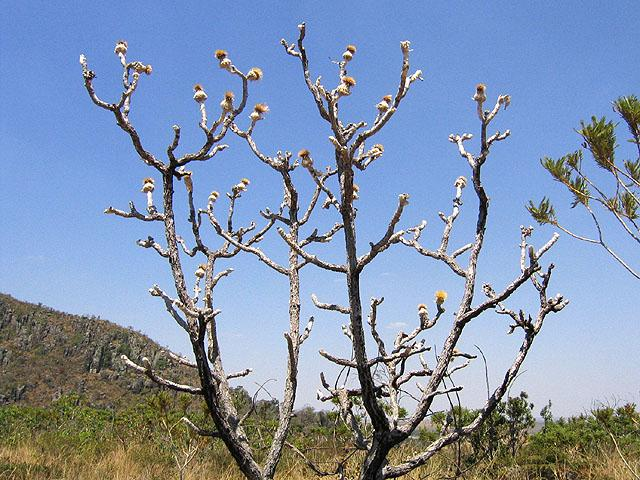
Il portamento
Wunderlichia mirabilis

Le specie di questo gruppo hanno un habitus perenne arbustivo o anche piccolo-arboreo.
Le foglie lungo il caule sono disposte in modo alternato e sono decidue. Possono essere sessili o picciolate. La forma della lamina è varia: ellittica, oblungo-ellittica o ampiamente da obovata a orbicolare. Il contorno in genere è intero e la consistenza può essere coriacea.
Le infiorescenze sono composte da capolini sessili (pseudopeduncolati), terminali e solitari (raramente sono raccolti in formazioni panicolate o lassi racemi scorpioidi). I capolini, mediamente larghi, di tipo discoide ed omogami sono eretti e formati da un involucro a forma campanulata o globosa composto da brattee (o squame) all'interno delle quali un ricettacolo fa da base ai fiori di tipo tubuloso. Le brattee, persistenti e simili a foglie, disposte su 4 - 10 serie in modo embricato e scalate in altezza, sono di vario tipo e consistenza. Il ricettacolo, alveolato, da piatto a convesso, è provvisto di pagliette a protezione della base dei fiori; in alcune specie ne è privo.
I fiori sono tetraciclici (a cinque verticilli: calice – corolla – androceo – gineceo) e in genere pentameri (ogni verticillo ha 5 elementi). I fiori, molti (oltre 300), sono omomorfi (a forme tutte uguali), ermafroditi e fertili.
- Formula fiorale:

*/x K {\displaystyle \infty }, [C (5), A (5)], G 2 (infero), achenio
- Calice: i sepali del calice sono ridotti ad una coroncina di squame.
- Corolla: il colore delle corolle è giallo o crema. La corolla, glabra, è tubolare (raramente bilabiata) e actinomorfa e termina con 5 lobi lineari. In alcune specie i lobi sono disposti a spirale.
- Androceo: l'androceo è formato da 5 stami con lunghi filamenti liberi e antere saldate in un manicotto circondante lo stilo.[9] Le antere in genere hanno una forma sagittata con appendici apicali intere o talvolta contorte. Le teche sono calcarate (provviste di speroni) e provviste di code. Talvolta le code sono connate tra di loro. Il polline normalmente è tricolporato a forma sferica (può essere microechinato).
- Gineceo: il gineceo ha un ovario uniloculare infero formato da due carpelli.[9]. Lo stilo, glabro, è unico e con due stigmi generalmente con o senza il nodo basale; inoltre lo stilo è ricoperto di vesciche e rughe fin oltre la biforcazione dei due stigmi; mentre la base dello stilo è immersa in larghi lobi nettariferi. Lo stilo si estende molto oltre il cilindro delle antere. Gli stigmi sono corti o mediamente lunghi con terminazioni arrotondate (raramente acute) e ottuse; gli stigmi possono anche essere scarsamente divisi; in alcuni casi nella parte abassiale sono presenti delle papille. L'ovulo è unico e anatropo.

I frutti sono degli acheni con pappo. La forma degli acheni è cilindrica (raramente è compressa); le pareti sono percorse da 10 coste e sono glabre o sericee. Il carpoforo (o carpopodium) è uno stretto anello o corto cilindro appena visibile oppure è assente. L'endosperma è cellulare. Il pappo è formato da un centinaio di setole disposte su 3 - 4 serie, sono barbate o piumose o piatte basalmente, ed è direttamente inserito nel pericarpo o è connato in un anello parenchimatico posto sulla parte apicale dell'achenio.

## Biologia
- Impollinazione: l'impollinazione avviene tramite insetti (impollinazione entomogama tramite farfalle diurne e notturne).
- Riproduzione: la fecondazione avviene fondamentalmente tramite l'impollinazione dei fiori (vedi sopra).
- Dispersione: i semi (gli acheni) cadendo a terra sono successivamente dispersi soprattutto da insetti tipo formiche (disseminazione mirmecoria). In questo tipo di piante avviene anche un altro tipo di dispersione: zoocoria. Infatti gli uncini delle brattee dell'involucro si agganciano ai peli degli animali di passaggio disperdendo così anche su lunghe distanze i semi della pianta.

## Distribuzione e habitat
Le specie di questo gruppo sono distribuite in Brasile (genere endemico).

## Tassonomia
La famiglia di appartenenza di questa voce (Asteraceae o Compositae, nomen conservandum) probabilmente originaria del Sud America, è la più numerosa del mondo vegetale, comprende oltre 23.000 specie distribuite su 1.535 generi, oppure 22.750 specie e 1.530 generi secondo altre fonti (una delle checklist più aggiornata elenca fino a 1.679 generi). La famiglia attualmente (2021) è divisa in 16 sottofamiglie.

### Filogenesi
La sottofamiglia Wunderlichioideae, nell'ambito delle Asteraceae occupa una posizione "basale" (si è evoluta precocemente rispetto al resto della famiglia) ed è molto vicina alla sottofamiglia Gochnatioideae; probabilmente formano un "gruppo fratello" caratterizzato morfologicamente dallo stilo con corti bracci con apici arrotondati.
Il genere Wunderlichia descritto da questa voce appartiene alla tribù Wunderlichieae. Il "Wunderlichieae Clade" è caratterizzato da fiori actinomorfi tubolari, ricettacolo più o meno con pagliette e da stili ricoperti di vesciche e rughe fin oltre la biforcazione dei due stigmi. In trattamenti precedenti questo genere era descritto all'interno della sottotribù "Gochnatiinae" (tribù "Mutisieae). In altri studi il genere è associato al "Stifftia Group" (tribù Stifftieae).

### Elenco specie
Questo genere comprende le seguenti 6 specie:
- Wunderlichia azulensis Maguire & G.M.Barroso
- Wunderlichia bahiensis  Maguire & G.M.Barroso
- Wunderlichia crulsiana  Taub.
- Wunderlichia insignis  Baill.
- Wunderlichia mirabilis  Riedel ex Baker
- Wunderlichia senae  Glaz. ex Maguire & G.M.Barroso